# Lawrence Stroll
Lawrence Stroll, właściwie Lawrence Sheldon Strulovitch (ur. 11 lipca 1959 w Montrealu) – kanadyjski inwestor, od 2018 roku jego konsorcjum jest właścicielem zespołu Formuły 1 Aston Martin.

## Życiorys
Lawrence Stroll jest synem Leo Strulovitcha, któremu pomagał w rodzinnym przedsiębiorstwie odzieżowym. Jako nastolatek zainteresował się wyścigami samochodowymi. W latach 70. XX wieku ścigał się dla zespołu McLaren. Stroll zdywersyfikował działalność, wprowadzając do Kanady marki Pierre Cardin i Polo Ralph Lauren. Współtworzył europejską licencję Polo Ralph Lauren Poloco. W 1989 roku wraz z Silasem Chou utworzył w Hongkongu Sportswear Holdings – holding zajmujący się nabywaniem i rozwijaniem marek lifestylowych. Za pomocą holdingu Stroll i Chou nabyli i rozwinęli marki takie jak Tommy Hilfiger, Pepe Jeans, Hackett London i Asprey & Garrard. W sierpniu 2018 roku jego konsorcjum przejęło zespół Formuły 1 Force India. Jest właścicielem toru wyścigowego Circuit Mont-Tremblant. Kolekcjonuje samochody Ferrari, posiada między innymi Ferrari 330 P4, Ferrari Testarossa, Ferrari 250 GTO i Ferrari 512M.

## Życie prywatne
Lawrence Stroll jest żonaty z Claire-Anne Stroll, która prowadzi przedsiębiorstwo odzieżowe Callens. Mają dwoje dzieci, córkę Chloe Stroll i syna Lance Strolla, który jest kierowcą wyścigowym.